# Waterparks
Waterparks — американская поп-панк группа, созданная в Хьюстоне, штат Техас в 2011 году. Группа состоит из ведущего вокалиста и ритм-гитариста Остена Найта, бэк-вокалиста и ведущего гитариста Джеффа Виджингтона и барабанщика Отто Вуда.
Группа анонсировала три мини-альбома, два из них были анонсированы самостоятельно, а третий с помощью Equal Vision. Группа выпустила свой первый полноценный альбом Double Dare 4 ноября 2016 года с поддержкой Equal Vision.
Waterparks выпустили второй полноценный альбом Entertainment 26 января 2018 года.
Третий полноценный альбом Fandom был выпущен 11 октября 2019 года.
Четвертый полноценный альбом Greatest Hits был выпущен 21 мая 2021 года.
Выход пятого студийного альбома “Intellectual Property” запланирован на 14 апреля 2023 года.

## История

### Создание и ранние записи (2011—2015)
Остен Найт и Гейдж Мэтью создали группу в 2011, они встретились во время игры в разных группах. Первое шоу группы состоялось 17 августа 2012 года на Warehouse Live в Хьюстоне бок о бок с Invent Animate, DWHB, and Life as Lions. Их первый мини-альбом Airplane Conversations был выпущен самостоятельно 3 апреля 2012 года. Группа продолжила выступления на местных площадках по всему Техасу в последующие годы. Группа выступала на разогреве у поп-музыканта у Аарона Картера, открывая его тур в Хьюстоне 11 мая 2013 года. Из второй мини-альбом Black Light был выпущен 5 июня 2014 года. Группа также выступала на Хьюстонских концертах Warped Tour в 2013 и 2015 годах.

### Выступления и Double Dare (2015—2016)
6 ноября 2015 года группа заключила договор с Equal Vision Records. После поиска продюсеров, группа выбрала близнецов Бэнджи Мэддена и Джоэла Мэддена из Good Charlotte как своих менеджеров. 15 января 2016 группа выпустила свой мини-альбом под названием Cluster, сотрудничая с Бэнджи Мэдденом. Майки Уэй известный как басист группы My Chemical Romance играл на бассах для этого мини-альбома. 19 ноября 2015 года группа выступила вместе с Good Charlotte на выступлении, посвященном возвращению Good Charlotte в The Troubadour в западном Голливуде, штат Калифорния.
Группа выступала на the Black Cat Tour, поддерживая группу Never Shout Never в 2016 году и на каждом концерте Warped Tour 2016. Также группа участвовала в туре по Европе совместно с All Time Low и SWMRS, выступая в Ирландии впервые. Ещё группа выступила на the End The Madness Tour, поддерживая Sleeping with Sirens в конце 2016 года.
31 августа 2016 года группа выпустила сингл «Stupid For You» для продвижения своего дебютного альбома Double Dare. Позднее они выпустили два дополнительных сингла «Hawaii (Stay Awake)» и «Royal» перед выпуском самого альбома 4 ноября 2016.

### Entertainment (2017—2018)
20 октября 2017 года группа анонсировала свой второй студийный альбом Entertainment и назвала 26 января 2018 года датой релиза. Наряду с анонсом альбома группа выпустила первый альбомный сингл «Blonde». Предзаказы нового альбома стали доступны 2 ноября 2017 года. Затем 3 декабря 2017 года группа выпустила второй сингл из этого альбома «Lucky People». А 17 января 2018 года был выпущен третий и финальный сингл «Not Warriors». Полный альбом был выпущен 26 января при поддержке Equal Vision.

### Fandom (2019—2020)
23 мая 2019 года группа выпустила первый сингл «Turbulent» с грядущего альбома и объявила, что подписала контракт с Hopeless Records. 12 августа 2019 года группа выпустила второй сингл «Watch What Happens Next» вместе с музыкальным видео, а также сообщила дату выхода альбома — 11 октября 2019 года. 16 августа 2019 года группа выпустила свой третий сингл «Dream Boy» вместе с музыкальным видео. 12 сентября 2019 года вышел четвертый сингл «[Reboot]». 25 сентября 2019 года они выпустили свой пятый сингл «High Definition» вместе с музыкальным видео. 11 октября 2019 года был выпущен третий студийный альбом Fandom. 17 октября 2019 года «Easy to Hate» был выпущен как шестой сингл вместе с музыкальным видео.
22 января 2020 года вокалист группы Остен Найт в своем твиттере заявил, что если он наберет 20 000 ретвитов, то он выпустит новый альбом в тот же день. К его удивлению, твит получил 20 000 ретвитов спустя несколько часов, и Остен выпустил сборник невыпущенных демо «1 (A Collection of Unreleased Home Demos, This is Not G, or Even an Album, Shut Up Enjoy)», который доступен на SoundCloud.

## Музыкальные стили и влияние
Опираясь на разнообразные стилистические влияния, группа в основном характеризуется как поп-панк и поп-рок, но также содержит элементы хип-хопа, электронной музыки, инди, панка и джаза. Фронтмен Остен заявил, что считает группу рок-группой, которая получила большое вдохновение от поп-музыки. После ухода бывшего басиста Гейджа Мэтью группа осталась без басиста в своем официальном составе, вместо этого она выступали со временными бас-гитаристами или вовсе исключали бас-гитару на живых выступлениях. Они отметили, что Sum41, Blink-182, Good Charlotte, Kesha, Green Day, Fall Out Boy и Saves the Day вдохновили их.